# Свети Атанасий (Съединение)
Църквата „Свети Атанасий“ е православен храм в град Съединение, област Пловдив.

## История
На 23 август 1838 година, султан Махмуд ll издава ферман, който гласи, че предвид това, че с течение на времето покривът и стените на гръцката църква, известна под името „Свети Георги“, намираща се в село Курукьой, спадаща към нахията Коюнтепе, Филебииска кааза и предвид опасността да се срути, от страна на раите е подадена молба да се разреши ремонтът на сградата. След преглед от шерииския съд, се установява, че черквата действително е порутена и се разрешава ремонтът ѝ, но при условие да се оставят старите размери, които са : дължина 27 аршина, височина 15,5 аршина и висока 8 аршина, но селяните не спазват това правило. През 1839 г. построяват съвсем нова църква, която именуват „Свети Атанасий“. Църквата е била завършена и осветена през април 1839 г., доказателство за което е каменна плоча, поставена над главния вход на сградата с надпис:
| „ | Во славу единодушна и неразделна троица согради се храм сей „Св. Атанаса“ во лето и х-рта 1839-то, априлия 12. | “ |

## Училище в двора на църквата
През 1839 г. към църквата „Свети Атанасий“ в село Голямо Конаре (днес град Съединение) се открива килийно училище с учител поп Стоян и с десетина ученици. През 1867 г. съветът на старейшините решава да събори килийното училище и на негово място се изгражда ново – с две класни стаи, една учителска, един салон за театрални представления и килер за учебни пособия.